# Eriogonum alpinum
Eriogonum alpinum là một loài thực vật có hoa trong họ Rau răm. Loài này được Engelm. mô tả khoa học đầu tiên năm 1882.